# Cachoeira (Maranguape)
Cachoeira é um distrito do município brasileiro de Maranguape, no estado do Ceará. Segundo o censo demográfico de 2022, realizado pelo Instituto Brasileiro de Geografia e Estatística (IBGE), sua população era de 1 230 habitantes e havia 425 domicílios particulares permanentes ocupados. Foi criado pela lei municipal nº 1.074 de 18 de fevereiro de 1991.
De acordo com o IBGE, em 2010 a população era de 1 549 habitantes e havia 465 domicílios particulares.
O distrito se destaca por suas belezas naturais, incluindo trilhas ecológicas e cachoeiras que constituem potenciais atrativos turísticos da região. O Ecomuseu de Maranguape, inaugurado em 2005, tem papel relevante na preservação do patrimônio cultural e ambiental do distrito, desenvolvendo programas de educação patrimonial junto à comunidade local.